# L'Échappée
L'Échappée ("La Escapada") es una editorial francesa de tendencia anarquista fundada en 2005 que publica textos sobre cuestiones sociales, en particular sobre la ideología del progreso industrial y los daños que ocasiona.

## Historia
La editorial fue fundada por dos militantes libertarios, Guillaume Carnino, ingeniero informático e investigador sobre historia de las técnicas, y Céric Biagini, grafista independiente. Según el filósofo Mark Hunyadi, « la editorial promueve un pensamiento crítico hacia los discursos tecnófilos que dominan la ideología contemporánea ».
La editorial tiene varias colecciones : 
- « Le pas de côté »
- « Dans le feu de l'action », sur les « groupes et mouvements qui ont marqué l’histoire révolutionnaire »
- « Pour en finir avec », qui publie des analyses radicales
- « Versus »
- « Négatif », animée par Pièces et main d'œuvre, groupe de critique de la technologie
- « Frankenstein », des ouvrages collectifs autour « d’une critique radicale de l’idéologie du progrès »
- « Lampe-tempête », qui regroupe de la fiction
- « Action graphique »
- « Hors Collection »

### Enlace externo
- Sitio oficial